# Räimaste
Räimaste is een plaats in de Estlandse gemeente Saaremaa, provincie Saaremaa. De plaats heeft de status van dorp (Estisch: küla).
Tot in oktober 2017 behoorde Räimaste tot de gemeente Pihtla. In die maand ging Pihtla op in de fusiegemeente Saaremaa.

## Bevolking
De ontwikkeling van het aantal inwoners blijkt uit het volgende staatje:
| Jaar            | 2011 | 2018 | 2019 | 2020 | 2021 |
| --------------- | ---- | ---- | ---- | ---- | ---- |
| Aantal inwoners | 0    | 5    | 7    | 12   | 8    |

## Geschiedenis
Räimaste werd voor het eerst genoemd in 1731 onder de naam Rähmaste Noor Toffer, een boerderij op het landgoed van Tõlluste. In 1784 werd de plaats onder de naam Remmaste genoemd als dorp.
Tussen 1977 en 1997 maakte Räimaste deel uit van het buurdorp Püha.